# Njullá
Njullá (parfois écrit Nuolja en graphie suédoise) est une montagne située dans la commune de Kiruna, du comté de Norrbotten, en Laponie suédoise. En hiver, la montagne est utilisée comme site de ski hors-piste, pouvant être facilement atteinte grâce à un télésiège depuis la gare d'Abisko turiststation sur la ligne Malmbanan. À l'arrivée du télésiège on trouve aussi une station d'observation des aurores boréales, les conditions d'observation étant particulièrement bonnes. En été, c'est un lieu de randonnée, avec une riche flore alpine. Son versant oriental est situé dans le parc national d'Abisko.